# Taihó
Taihó (japonsky: 大鳳) byla letadlová loď japonského císařského námořnictva z doby druhé světové války. Jako první japonská letadlová loď byla vybavena pancéřovanou letovou palubou. Je považována za nejlepší postavenou japonskou letadlovou loď. Taihó byla krátce po zařazení do služby potopena americkou ponorkou USS Albacore (SS-218).

## Stavba
Vývoj plavidla začal roku 1939. Plavidlo vycházelo z třídy Šókaku, avšak bylo značně vylepšeno. Novinkou bylo použití pancéřované letové paluby, která byla integrální součástí konstrukce trupu. To výrazně zlepšovalo odolnost plavidla, obdobně jako např. u britské třídy Illustrious. Plavidlo postavila loděnice Kawasaki v Kobe. Stavba byla zahájena 10. července 1941, dne 7. dubna 1943 byla loď spuštěna na vodu a 7. března 1944 byla uvedena do služby. Původně byla plánována stavba série sesterských lodí Taiho. Po vypuknutí války však nebyla uskutečněna.

## Konstrukce
Plavidlo mělo průběžnou letovou palubu s velitelskou nástavbou na pravoboku a doprava skloněným komínem. S dvoupatrovým hangárem byla spojena dvojicí výtahů. Letová paluba byla mezi oběma výtahy chráněna 95mm pancířem, oba výtahy chránil 50mm pancíř. Pancéřovány byly také boky trupu a muniční sklady. Neseno mohlo být až 61 letounů. Jako jediná japonská letadlová loď Taihó nesla moderní 100mm kanóny typu 98. Celkem jich nesla dvanáct ve dvouhlavňových věžích a dále sedmnáct trojhlavňových 25mm kanónů typu 96. Pohonný systém tvořilo osm kotlů Kampon a čtyři parní turbíny Kampon o výkonu 160 000 ks, pohánějící čtyři lodní šrouby. Nejvyšší rychlost dosahovala 33,3 uzlů (61,7 km/h). Dosah byl 8000 námořních mil (14 816 km) při 18 uzlech (33,3 km/h).

## Služba

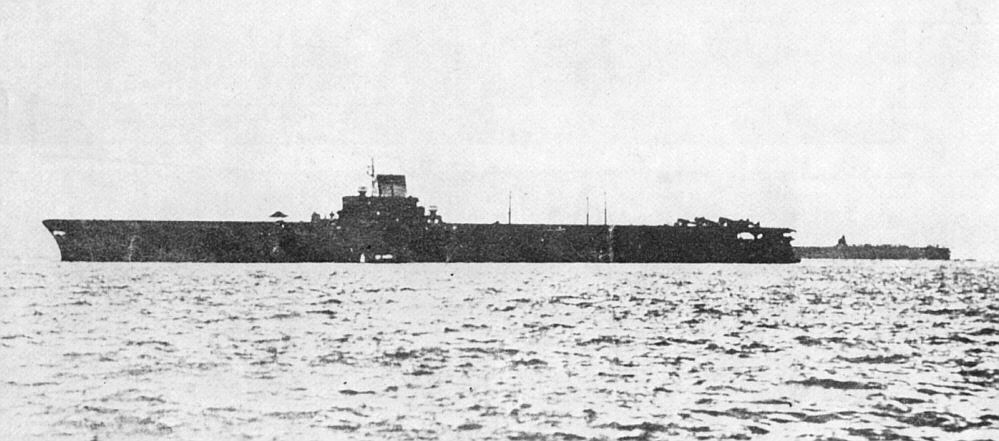
Taihó

Do služby byla Taihó přijata 7. března 1944, následně se zapojila do bojů druhé světové války a červnu 1944 se zapojila do bitvy ve Filipínském moři, kde byla vlajkovou lodí viceadmirála Džisabura Ozawy. Dne 19. června 1944 byla potopena jediným torpédem vypuštěným americkou ponorkou USS Albacore (SS-218) třídy Gato, která na cíl vypálila 6 torpéd, 1 zničil pilot podpraporčík Sakio Komacu, který uviděl bílé brázdy unikající z torpéd Mark 14, porušil formaci a svým letounem nalétl do jeho dráhy, další 4 minuly a poslední zasáhlo loď pod „ostrov“ přímo do nádrží s leteckým benzínem, zásah taktéž vyřadil přední hangárový výtah, který se zasekl. Kolem 14:30, 6 a půl hodiny po zásahu následoval několik výbuchů benzínových par uvnitř lodi, které dle očitého svědectví nadzdvihly pancéřovou letovou palubu a boky lodi vyrazily. Ozawa hodlal zemřít se svou lodí, ale byl přesvědčen důstojníky aby se přesunul na křižník Haguro, krátce poté co vzal s sebou portrét císaře Hirohita, nastoupil do člunu a odplul, v 16:28 následoval další mohutný výbuch, po němž se loď potopila zádí napřed do hlubin Filipínského moře a 1 650 z 2 150 mužů a důstojníků vzala s sebou na dno.